# دارا القاجاري
الشَّاهزَادَه عَبدُ اللهِ مِيرزَا دَارَا القَاجَارِي (بالفارسية: شاهزاده عبدالله میرزا دارا قاجار) (24 جُمادى الأولى 1211هـ - 23 جُمادى الأولى 1262هـ المُوافق فيه 25 تشرين الثاني (نوفمبر) 1796م - 18 حزيران (يونيو) 1846م) الشهير اختصارًا بِـ«عبد الله ميرزا» أو «دارا»، كان شاعرًا وأديبًا وكاتبًا ومن أُمراء الدولة القاجاريَّة. تولَّى حُكم زنجان وكان له عظيمُ الاثر في ازدهارها وارتقائها وقد اشتهر في شعره بـ«دارا» وله ديوان شعر بلغ خمسين ألف بيت.

## آثاره
من آثاره: «ديوان شعر» أكثره قصائد وغزليات، و «ديوان مراثى».